# Gaspare Bergonzoli
Gaspare Bergonzoli (Cannobio, 24 dicembre 1867 – Voghera, 7 marzo 1950) è stato un medico italiano, specializzato in psichiatria.

## Biografia
Gaspare Pietro Bergonzoli nacque a Sant'Agata, oggi frazione di Cannobio, allora comune, sul lago Maggiore, a pochi chilometri dalla Svizzera, da Gaspare e Teresa Bergonzoli. La famiglia aveva illustri antenati, tra cui lo scultore Giulio Bergonzoli (1822-1868).
Dai documenti dell'anagrafe di Voghera risulta immigrato a Pavia il 1º marzo 1879. A Pavia frequentò anche l'Università, dove si laureò nell'anno accademico 1889-90.
Nel 1910 assunse la direzione dell'Ospedale psichiatrico di Pavia in Voghera, nel quale lavorava dal 1896 come medico assistente, poi come vicedirettore dal 1904. Nello stesso stabilimento era stato vicedirettore, prima di lui, lo zio Francesco Bergonzoli.
I tre figli Francesco, ingegnere (1901-1997), Fernando, ragioniere (1908-1987), ed Enzo, medico traumatologo presso l'Ospedale civile di Voghera (1911-2010), avuti dalla prima moglie Romilda Calcaprina (nata a Sale nel 1876), nacquero tutti in manicomio, dove all'epoca i medici alloggiavano insieme alla famiglia (che nel caso di Bergonzoli era composta anche da uno zio, una sorella, la madre, una domestica e una serva).